# Dixa montana
Dixa montana är en tvåvingeart som beskrevs av Enrico Adelelmo Brunetti 1911. Dixa montana ingår i släktet Dixa och familjen u-myggor. Inga underarter finns listade i Catalogue of Life.